# Microregione di Lavras
Lavras è una microregione del Minas Gerais in Brasile, appartenente alla mesoregione di Campo das Vertentes.

## Comuni
È suddivisa in 9 comuni:
- Carrancas
- Ijaci
- Ingaí
- Itumirim
- Itutinga
- Lavras
- Luminárias
- Nepomuceno
- Ribeirão Vermelho